# 足袋

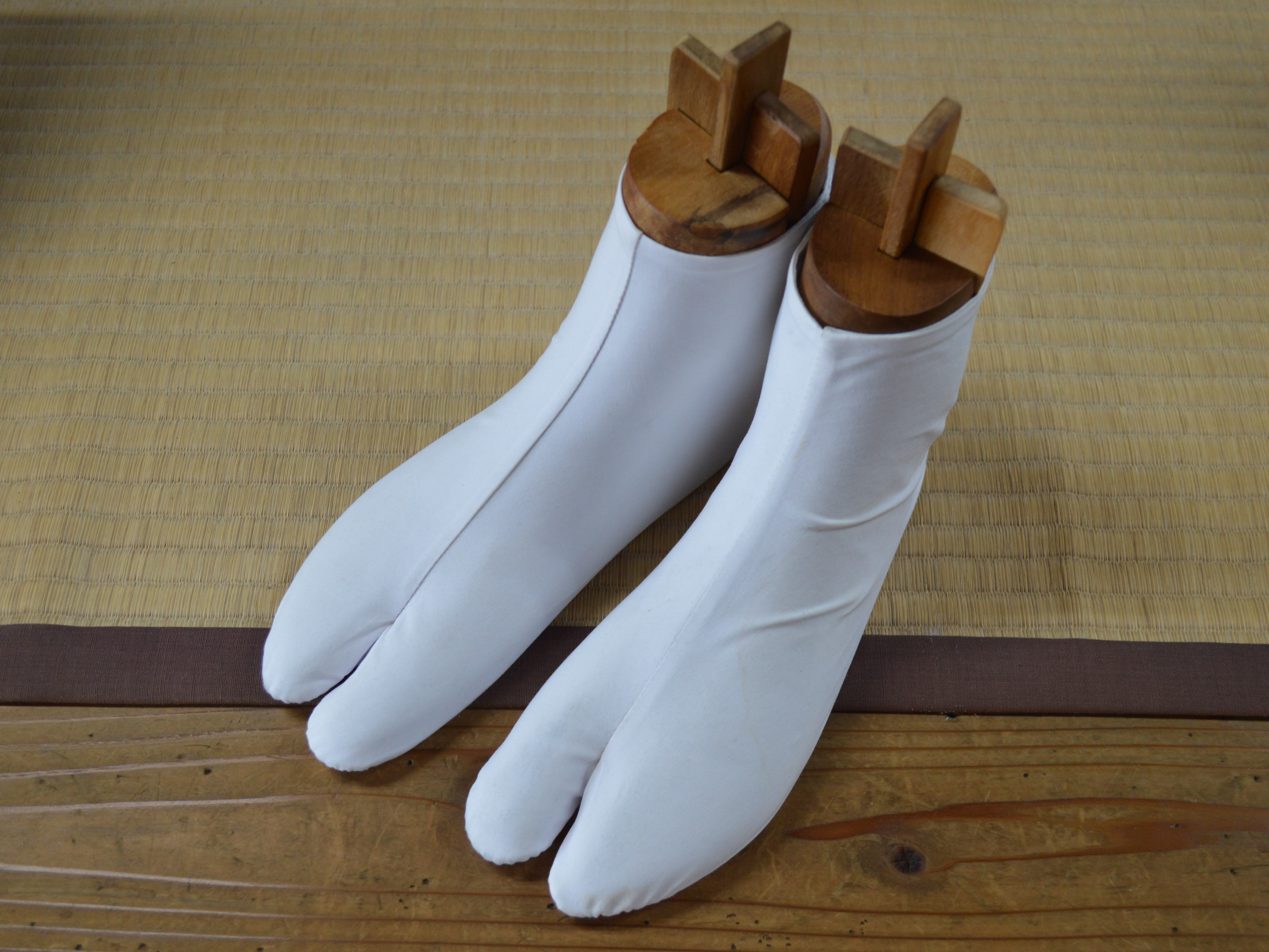
白足袋

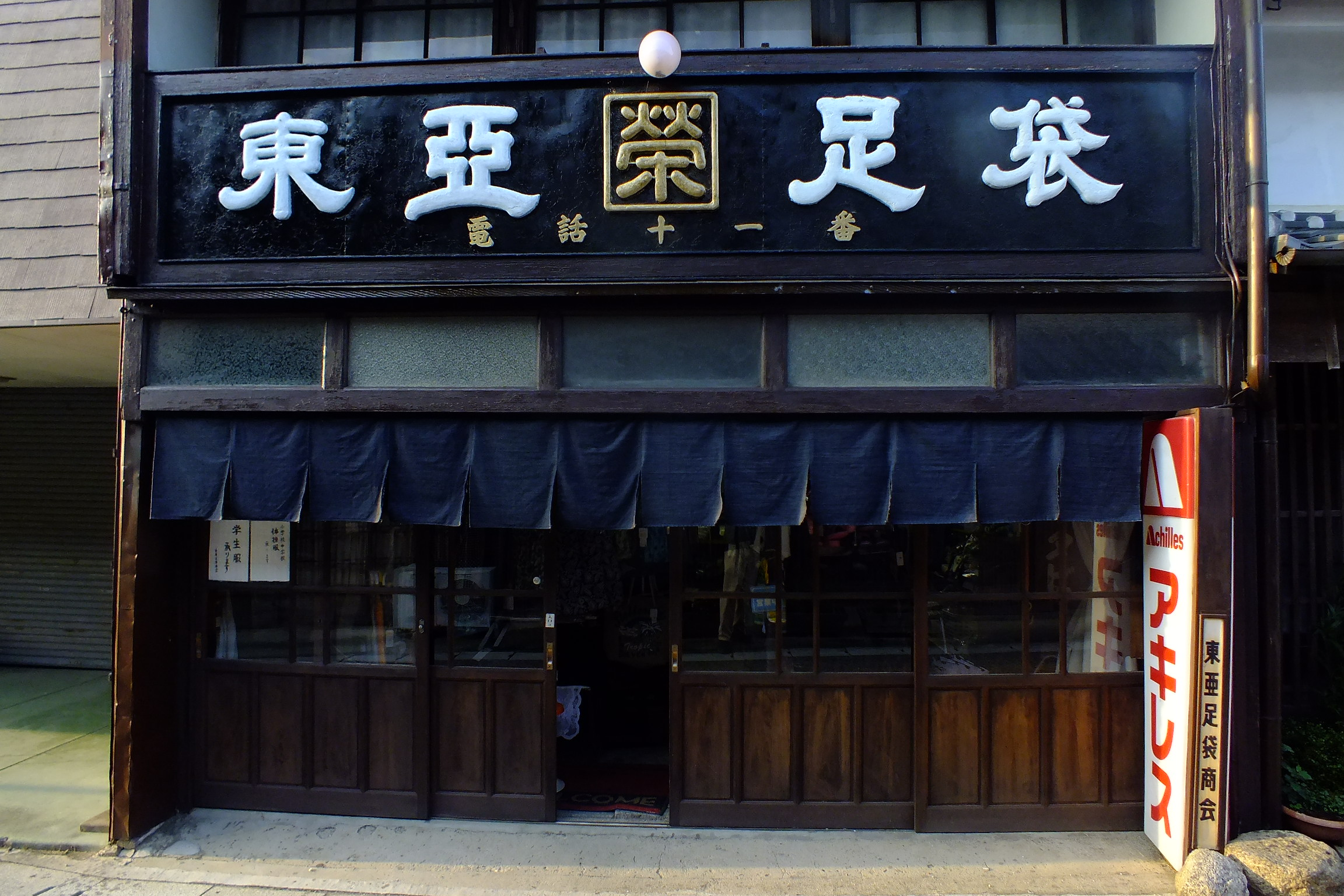
足袋販賣店

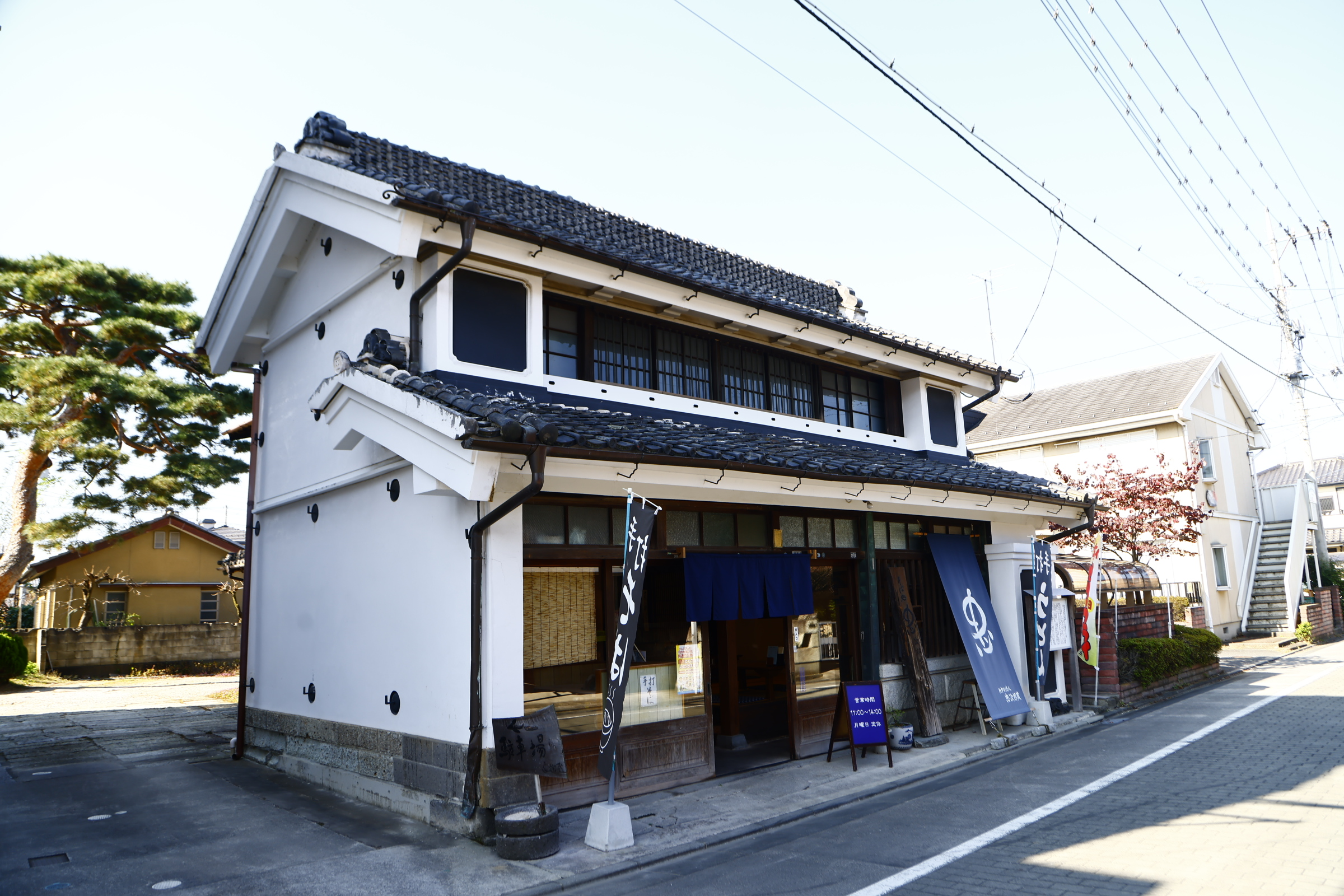
（埼玉縣行田市）

足袋（日语：／ Tabi */?），和服中穿著於腳部之衣著，為日本固有的傳統衣類，用以包覆腳的一種下著。通常以棉質布料製成，同時藉由名為小鉤的部見固定，並搭配日本傳統履物的草履、下駄、雪駄穿著，穿著時拇指將與其他四指分隔開。

## 歷史

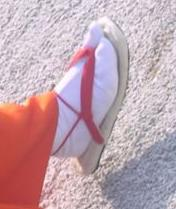
穿足袋配草履

日本在11世紀的文獻上開始有「足袋」一詞的記載，但不確定其形制是否和現在的足袋相同。而現在發音是的分指襪「足袋」，出現在鎌倉時代（另一說為室町時代），其實際的起源以及發音來源至今未有定論。
對於其來源有以下說法：
- 源自平安時代的貴族穿著襪子「下沓（しとうず）」，當時的獵人穿著的襪子是皮革製，這可能是起源之一。
- 源自中國的丫頭襪，與木屐一起傳入日本，由於日本的下駄於當時中國的木屐形制相似，故有此一說。虽然和中国木屐的关系为趋同演化，并没有任何传承关系。
- 日本所製作專用來配搭下駄的襪子，與中國的丫頭襪沒有直接傳承關係，只是兩者都是為搭配分指木屐而設計形狀相似的襪子。

平安時代的皮革足袋，腳踝部分附上可縫合的紐，縫合後紐不會掉下來。
鎌倉時代曾規定武家只限于從當年的十月十日到第二年的二月二日可以穿襪子，而且只有年過50歲的老人、貴族和經過各級官府特殊批准的人，才有這種待遇，是為「足袋御免」，到江戶時代，才廢止這項規定。
1657年發生明曆大火後，皮革供應不足導致價格高漲，木綿製品在當時突然成為普及產品。在木綿製足袋普及之時，以鈕扣扣住足袋的方法有所改變。現在的足袋是以呼作（甲馳、牙籤、甲鉤、骨板）的金屬製成的掛勾扣住的，綁在鈕上的線稱為「受け糸」（又稱作掛け糸），這種方式是江戶後期至明治初期期間非常普及。但以鈕扣扣住的足袋並沒有消失。
現代日本人在穿著和服與下駄、草履時仍然常穿足袋。最正式的是白色，在一些正式場合如茶道會穿著。男性出行時則常穿黑色的足袋。有花紋、圖案的足袋則多為女性穿著。

## 足袋的種類

### 其他種足袋

#### 地下足袋
地下足袋是一些拇趾和另外四趾分開的鞋子，以橡膠鞋底作為足袋底部，並使用耐用布料製成，因此可以直接在戶外穿著。

#### 祭足袋
祭穿著的祭足袋的底部物料以較足袋堅韌、厚實的紡織物料製造。

#### 護謨足袋
用作工作或日常鞋子的地下足袋會用橡膠（護謨）製造。雖然現在一些建築工人已經漸漸改穿鋼頭硬底工作鞋，但底部柔軟的足袋仍然受到一些工人的喜愛，這是因為穿著足袋接觸地面時會給他們較好的觸覺，且腳穿柔軟的足袋會較硬底鞋靈活。例如建築工人在工地上走動時能感覺到他們踏着甚麼；木匠、園丁等穿著柔軟的足袋也可以用腳撿起地上的物件。

#### 新式足袋

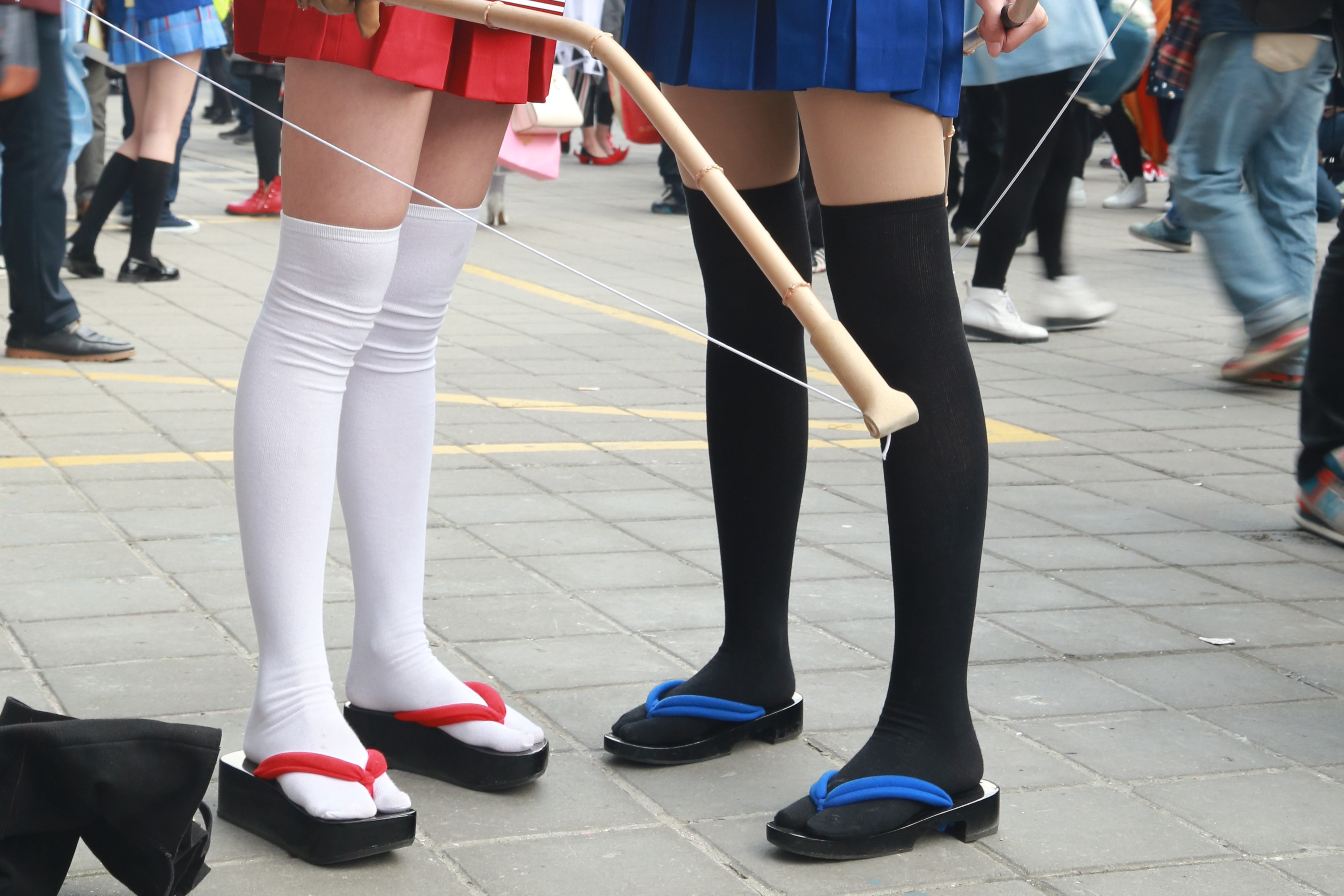
长筒版的分趾鞋袜，服装为《舰队Collection》中的赤城和加贺

傳統的足袋以無彈性的布料縫製，開口在後面，穿著時要用帶子、鈕扣或扣子扣緊，這些部件往往容易鬆開，令足袋滑下。近年就出現了以彈性纖維紡織、襪頭加上橡皮筋的足袋，穿著時能夠緊貼腳部，也不用繫帶子或扣扣子，穿著方便且不易滑下。但傳統以帶或扣子扣緊的足袋仍然存在。
部分ACG作品中，也有以传统足袋为基础而产生的其他种类（如长筒等）。

## 其他
- 由於穿著足袋的腳看起來很像豬腳，而足袋又是日本具代表性的傳統服飾之一，因此韓語中以表示豬腳的固有詞（	jjok-bari）為對日本人、甚至是在日朝鲜人的蔑稱。詳見肘巴里。

- 镜之边缘女主角绯丝所穿的红色跑鞋是分趾的。

- 《陸王》講述一間傳統足袋製造商要開發運動鞋的事跡。

### 引用
1. ↑  意匠分類定義カード（B2） （页面存档备份，存于） 特許庁

### 网页
- 羅襪
- （日語）足袋　Tabi （页面存档备份，存于）
- （日語）足袋の老舗 （页面存档备份，存于）
- （日語）足袋の歴史
- （日語）和漢三才図会「履襪類」

## 參閱
- 五趾襪
- 草履
- 羅襪
- 足衣（韤、韈）
- 布襪（朝鲜语：버선）
- 雲襪
- 裹足
- 下駄
- 草鞋
- 人字拖
- 分趾鞋襪